# Alan Campbell (sceneggiatore)
Alan K. Campbell (Richmond, 21 febbraio 1904 – West Hollywood, 14 giugno 1963) è stato uno sceneggiatore statunitense.

## Filmografia parziale
- Nel mondo della luna (The Moon's Our Home), regia di William A. Seiter (1936)
- Lady Be Careful, regia di Theodore Reed (1936)
- È nata una stella (A Star Is Born), regia di William A. Wellman (1937)
- Bisticci d'amore (Sweethearts), regia di W. S. Van Dyke (1938)
- Crociera d'amore (Trade Winds), regia di Tay Garnett (1938)
- Piccole volpi (The Little Foxes), regia di William Wyler (1941)
- Weekend for Three, regia di Irving Reis (1941)
- Destino (Tales of Manhattan), regia di Julien Duvivier (1942)
- Il mistero del marito scomparso (Woman on the Run), regia di Norman Foster (1950)
- È nata una stella (A Star is Born), regia di George Cukor (1954)

## Vita privata
Si è sposato con Dorothy Parker per due volte: la prima volta dal 1934 al 1947, anno del divorzio; i due si risposarono nel 1950 stando insieme fino alla morte di lui.